# Assassin's Creed Mirage
Assassin's Creed Mirage — відеогра в жанрі пригодницького бойовика, розроблена Ubisoft Bordeaux і видана Ubisoft. Вона є тринадцятою основною частиною в серії Assassin's Creed та приквелом Valhalla (2020). Сюжетна історія, що розгортається в Багдаді у IX столітті під час Золотої доби ісламу, за кілька десятиліть до подій Valhalla, оповідає про Басіма ібн Ісхака — вуличного злодія, який поступово стає повноправним членом Братства асасинів, що бореться проти Ордену тамплієрів. Ігровий процес має управління від третьої особи, через яке гравець контролює Басіма та виконує завдання для просування сюжетом.
Проєкт спочатку планувався як завантажуваний вміст для Valhalla, але згодом був реструктурований як окрема частина. Розробники були зацікавлені в тому, щоб розширити Басіма як персонажа після його появи у Valhalla, створивши історію дорослішання. Ubisoft Bordeaux також прагнула уникнути рольових елементів в ігровому процесі, які широко використовувалися в останніх частинах серії, замість цього акцентуючи на стелсі, паркурі та вбивства — аспектах, які вважала основними в Assassin's Creed. Команда співпрацювала з кількома експертами та вивчала різні матеріали для реконструкції дизайну Багдада IX століття. Лі Мадждуб зобразив Басіма, а Брендан Анґелідес написав музичний супровід. Студія використала ігровий рушій Ubisoft Anvil для розробки проєкту.
Assassin's Creed Mirage була випущена для Amazon Luna, Microsoft Windows, PlayStation 4, PlayStation 5, Xbox One та Xbox Series X/S у жовтні 2023 року. Порт для iOS випущено на початку 2024-го. Гра отримала загалом схвальні відгуки критиків. 
18 жовтня 2024 року ПК версія гри стала доступна для купівлі в Steam.

## Ігровий процес
Assassin's Creed Mirage є відеогрою від третьої особи в жанрі пригодницького бойовика з елементами стелса. Гравець контролює вуличного злодія Басіма ібн Ісхака та використовує паркур, щоб швидко пересуватися Багдадом, який розділений на чотири райони. Гравець виконує різноманітні завдання, щоби просуватися лінійним сюжетом, і використовує арсенал різної зброї та пристосувань, включно з прихованим клинком і димовими бомбами, щоби боротися проти ворогів. Також він може застосувати стелс для непомітного пересування та активувати «Орлиний зір», щоб дає змогу краще розпізнавати ворогів. Крім того, гравець має можливість змішуватися з натовпом і підкуповувати для цього окремі фракції для досягнення цілей:03:54.
Басім має компаньйона Енкіду — птаха, за допомогою якого здійснюється розвідка навколишніх територій; на відміну від попередніх ігор, певні вороги можуть збити птаха стрілами. Гравець покращує здібності Басіма через спеціальне меню. У певних локаціях розташовані бюро Незримих, де гравець може обрати побічні квести, як-от порятунок або вбивство певного персонажа:04:18, і купити нові припаси або удосконалити зброю та пристосування. У грі доступні місії «Чорна скринька» з Assassin's Creed Unity (2014) та Assassin's Creed Syndicate (2015), під час яких гравець досліджує довкілля, щоб знайти різні способи досягти та усунути свої цілі. Гравець може придбати набори з різними косметичними предметами у внутрішньоігровому магазині.

## Сюжет
Після подій Assassin's Creed Valhalla: The Last Chapter сучасні асасини використовують зразок крові Басіма ібн Ісхака, щоб переглянути події IX ст., у яких він брав участь. Спогади переважно показують пригоди в Багдаді під час правління халіфату Аббасидів, за 10 років до подій Assassin's Creed Valhalla. Як і в попередніх іграх Assassin's Creed, Mirage містить ряд історичних персонажів, включаючи Алі ібн Мухаммеда, лідера Занджського повстання; братів-учених Бану Муса; Мухаммеда ібн Тахіра; халіфа аль-Мутаззу, його матір Кабіху, а також ученого аль-Джахіза та придворного співака Аріба аль-Мамунію.
У 861 році нашої ери Басім — молодий вуличний злодій, живе в Анбарі зі своєю подругою дитинства і напарницею Нехал. Все життя Басіма переслідують галюцинації про жахливого джина. Басім прагне покинути злодійське заняття та приєднатися до угрупування Прихованих, але старша Прихована у Анбарі, Рошан бінт-Лаахад, відмовляється його прийняти. Намагаючись довести, що він гідний стати Прихованим, Басім пробирається до палацу халіфа аль-Мутавакіля, щоб викрасти скриню, яку шукають Приховані та їхні суперники — Орден Древніх. Басім дістає зі скрині артефакт у формі диска, на якому відтворюється голографічне повідомлення за участю двох невідомих осіб. Нехал поспішає врятувати Басіма та вбиває халіфа, коли той виявляє в палаці злодія. Обоє поспіхом тікають з палацу.
Задля помсти за халіфа його охоронці починають вбивати всіх злодіїв в Анбарі. Багато друзів Басіма гинуть, у чому він звинувачує Нехал. Басіму вдається втекти з міста завдяки допомозі Рошан, і вона веде його до гірської фортеці Прихованих в Аламуті. Там Басім тренується під керівництвом Рошан і через декілька років його посвячують у Приховані. Коли їхній наставник Рейхан дізнається про стрімке розширення впливу Ордена в Багдаді, він вирішує відправити до міста контингент Прихованих на чолі з Басімом і Рошан для розслідування.
Прибувши до Багдада, Басім дізнається, що п'ятеро членів Ордена стали високопосадовцями в халіфаті, та користуються своїм становищем для пошуків артефактів цивілізації Ісу. Басім розшукує та вбиває причетних до цього людей. Він возз'єднується з Нехал, яка не довіряє Прихованим і радить Басіму досліджувати артефакти. Згодом Басім стикається з керівницею Ордена, Кабіхою, яка стверджує, що відповіді, які він шукає, знаходяться в храмі Ісу під Аламутом. Потім Кабіха намагається переконати Басіма супроводити її до цього храму, але її вбиває Рошан, яка попереджає Басіма не шукати храм самотужки.
Всупереч забороні Рошан, Басім і Нехал вирушають у Аламут, де бачать, що фортеця взята в облогу Орденом. Басім рятує багатьох полонених Прихованих і збирає загін, щоб протидіяти облозі. Потім він переконує Рейхана, що силою, схованою в храмі Ісу, можна перемогти Орден. Однак він стикається з Рошан, яка намагається перешкодити увійти йому до храму через загадкову силу, якою володіє Басім. Перемігши Рошан, Басім зберігає їй життя і входить до храму з Нехал.
Усередині він знаходить багато дисків і вмикає голографічний запис, який є повною версією того, який він бачив у палаці халіфа. Запис повідомляє, що храм був в'язницею, де в давнину утримувався Локі. Басім усвідомлює, що Нехал і джин — це породження його уяви, спричинені присутністю в генетичній пам'яті особистості Локі. Тоді Басім вирішує змиритися з тим, що він реінкарнація Локі, зливається з Нехал і пробуджує генетичну пам'ять.
Вийшовши з храму, Басім отримує повагу від Прихованих. Рошан, яка незгідна з його рішенням, покидає Прихованих. Знаючи тепер, що він Локі, Басім очікує зустрічі з тими, хто в минулому ув'язнили його.

## Розробка
Assassin's Creed Mirage була розроблена Ubisoft Bordeaux за підтримки восьми інших студій Ubisoft, включно з київською та одеською; до цього Bordeaux працювала над завантажуваним вмістом «Гнів друїдів» для Assassin's Creed Valhalla (2020). До команди розробників входили креативний, наративний і художній директори Стефан Будон, Сара Больє та Жан-Люк Сала відповідно. Лі Мадждуб і Шогре Аґдашлу зобразили Басіма ібн Ісхака та Рошан відповідно; Мадждуб замінив Карло Рота, який озвучив Басіма у Valhalla. Загалом над Mirage працювало понад 400 співробітників Ubisoft Bordeaux. Проєкт розроблявся під робочою назвою Rift, а сам виробничий процес тривав до серпня 2023 року.
Mirage, яку виконавчий продюсер Assassin's Creed Марк-Алексіс Коте описав як триб'ют оригінальній грі 2007 року, початково планувалася як черговий завантажуваний вміст для Valhalla. Згодом студія вирішила змінити головного персонажа Valhalla, зробивши Басіма протагоністом замість Ейвор, і представила цю ідею Ubisoft, яка вирішила реструктурувати вміст у вигляді окремої частини. Команда вважала, що Басім є «цікавим [та] загадковим» персонажем, адже він не мав чіткої передісторії після появи у Valhalla:04:41. Крім того, розробники бачили його історію дорослішання як таку, що створює паралель з історією Альтаїра, головного героя першої гри, і більше пов'язану з Братством асасинів, ніж у протагоністів кількох попередніх ігор серії:03:12.
На відміну від таких частин, як Assassin's Creed Odyssey (2018) та Valhalla, де широко застосовувалися рольові елементи, розробники зосередилися на стелсі, паркурі та вбивствах — основних елементах старіших частин Assassin's Creed. Ubisoft Bordeaux вважала, що відсутність рольових елементів зробить еволюцію Басіма послідовнішою, як у плані наративу, так і ігрового процесу. Студія прагнула зробити паркур органічним і простим для освоєння, надихаючись «ритмом і стрімкістю» цього аспекту з Assassin's Creed II (2009), Assassin's Creed: Brotherhood (2010) та Assassin's Creed: Revelations (2011), а також створити більше опцій для кастомізації спорядження Басіма:04:33. Команда аніматорів відвідала навчання з боїв на мечах, щоб краще зрозуміти й відтворити цей аспект у грі. Бойові анімації були натхненні рухами самураїв і джедаїв під час боїв на мечах та світлових мечах відповідно. Розробники також створили спеціальний візуальний фільтр, що змінює колірну гаму та надає зображенню схожість із першою частиною:05:06.
Симон Арсено, директор зі світу та квестів Ubisoft Bordeaux, сказав, що зменшення масштабів головного сетингу до Багдада й кількох прилеглих поселень дало змогу студії краще зосередитися на опрацюванні локацій:00:08. Студія співпрацювала з експертами та вивчала різні матеріали для реконструкції дизайну Багдада IX століття, а також надихалися стародавньою архітектурою міста Самарра. Сала заявив, що гравці знайомі з дизайном Багдада як із «запиленим, зруйнованим пейзажем із фільмів і шутерів від першої особи», тому розробники прагнули представити місто з іншого боку, підкреслюючи його «горду культурну спадщину»:03:59. Команда внесла в гру освітню базу даних з історії Багдада, включно з нотатками, що поступово відкриваються під час проходження та ілюструють культуру IX століття, пов'язану з династією Аббасидів, з використанням фотографій предметів із колекцій Халілі, Давида, Музею ісламського мистецтва, культури та дизайну Шангрі-Ла й Інституту арабського світу. У створенні цієї бази даних узяли участь чотири академічні експерти з ісламського мистецтва, за підтримки грантів від британської Ради економічних і соціальних досліджень та благодійної організації Barakat Trust.
Ubisoft запросила Брендана Анґелідеса для написання саундтреку. Хоча спочатку Анґелідес сумнівався в пропозиції, після ознайомлення із сетингом гри, він усе ж погодився; Mirage стала його першим ігровим проєктом. Анґелідес тісно співпрацював з палестинським композитором і оркеструвальником Акрамом Хаддадом для створення музичного супроводу. Сесії звукозапису відбувалися в нью-йоркській студії Power Station, яка розташовується в колишній будівлі електростанції, разом з Арабським оркестром Нью-Йорка. Студія використала ігровий рушій Ubisoft Anvil для розробки, оновивши анімації й удосконаливши штучний інтелект. Розробники також імплементували підтримку технології масштабування зображення XeSS від Intel.

## Маркетинг й випуск
1 вересня 2022 року Ubisoft оголосила назву гри та повідомила кілька інших її деталей. Assassin's Creed Mirage була анонсована 10 вересня під час онлайн-презентації Ubisoft Forward, де було показано кінематографічний трейлер; повідомлення стосовно розробки проєкту з'явилися раніше в лютому. У травні 2023 року було представлено трейлер ігрового процесу. У червні було проведено трансляцію Ubisoft Forward, під час якої презентовано сюжетний трейлер і нові кадри ігрового процесу. У серпні було повідомлено, що гра відправлена в тиражування. Того ж місяця Ubisoft представила трейлер з арабським дубляжем у рамках виставки Gamescom. У вересні компанія презентувала трейлер для ПК, а наприкінці місяця — фінальний трейлер.
Mirage була випущена 5 жовтня для Amazon Luna, Microsoft Windows, PlayStation 4, PlayStation 5, Xbox One та Xbox Series X/S; спочатку її планувалося випустити 12 жовтня, але в серпні дату перенесли на тиждень раніше. У грудні студія планує випустити оновлення з режимом «Нова гра плюс». Порт для iOS на iPhone 15 Pro планується до випуску на початку 2024 року. Гра отримала спеціальне видання із цифровим артбуком та саундтреком, а також додатковими предметами, як-от костюм і зброя, що були натхнені франшизою Prince of Persia; колекційне видання містить весь цифровий контент і деякі фізичні предмети, включно зі статуеткою Басіма. Передзамовлення будь-якого видання надавало доступ до бонусної місії. Ubisoft співпрацювала з компанією OWO для створення тактильного жилета, який дає змогу помірно передавати різноманітні фізичні відчуття під час гри, як-от вітер чи удари.

## Сприйняття

### Оцінки й відгуки
| Агрегатор  | Платформа | Оцінка |
| ---------- | --------- | ------ |
| Metacritic |           |        |
| PS5        | 77/100    |        |
| Win        | 76/100    |        |
| XSXS       | 78/100    |        |
| OpenCritic |           |        |
| Н/Д        | 73 %      |        |

| Видання               | Платформа | Оцінка |
| --------------------- | --------- | ------ |
| Destructoid           |           |        |
| PS5                   | 7.5/10    |        |
| Digital Trends        |           |        |
| XSXS                  | [ 49 ]    |        |
| Eurogamer             |           |        |
| XSXS                  | [ 50 ]    |        |
| Famitsu               |           |        |
| Н/Д                   | 33/40     |        |
| Game Informer         |           |        |
| PS5                   | 8/10      |        |
| GameSpot              |           |        |
| XSXS                  | 6/10      |        |
| GamesRadar+           |           |        |
| PS5                   | [ 54 ]    |        |
| IGN                   |           |        |
| PS5                   | 8/10      |        |
| NME                   |           |        |
| XSXS                  | [ 56 ]    |        |
| PC Gamer (США)        |           |        |
| Win                   | 77/100    |        |
| PCGamesN              |           |        |
| Win                   | 8/10      |        |
| PCMag                 |           |        |
| Win                   | 3.5/5     |        |
| Push Square           |           |        |
| PS5                   | [ 60 ]    |        |
| Shacknews             |           |        |
| Win                   | 7/10      |        |
| The Guardian          |           |        |
| PS5                   | [ 62 ]    |        |
| Video Games Chronicle |           |        |
| PS5                   | [ 63 ]    |        |
| VG247                 |           |        |
| PS5                   | [ 64 ]    |        |

| Видання | Платформа | Оцінка |
| ------- | --------- | ------ |
| PlayUA  |           |        |
| Н/Д     | 71/100    |        |

Assassin's Creed Mirage отримала «загалом схвальні» відгуки за даними агрегатора рецензій Metacritic. Агрегатор OpenCritic позначив 73 % оглядів як такі, що рекомендують гру.

### Продажі
У місяць випуску Mirage була другою і третьою за кількістю завантажень грою для PlayStation 5 у Північній Америці та Європі; версія для PlayStation 4 посіла п'яту й четверту позначку в цих же регіонах відповідно. Вона була на другому місці серед найпродаваніших ігор у Європі після EA Sports FC 24. Її продажі в цьому ж регіоні були на 49 % меншими, ніж в Assassin's Creed Valhalla, але на 22 % та 6 % більшими, ніж в Assassin's Creed Odyssey та Assassin's Creed Origins (2017) відповідно.
За даними Insider Gaming, станом на січень 2024 року гра зібрала 5 мільйонів гравців і оцінила дохід у 250 мільйонів доларів США  .

### Нагороди
| Рік  | Нагорода               | Категорія         | Результат | Прим.  |
| ---- | ---------------------- | ----------------- | --------- | ------ |
| 2023 | Golden Joystick Awards | Найкраща гра року | Номінація | [ 69 ] |